# Herennia Etruscilla
Herennia Etruscilla (n. secolul al III-lea d.Hr. – d. 251 d.Hr., Roma, Imperiul Roman) era soția senatorului  Caius Messius Quintus Decius care s-a răzvrătit în 249 contra împăratului Filip Arabul și a luat puterea sub numele de Traian Decius.
Ei au avut doi fii, Herennius Etruscus și Hostilianus, și se pare că Etruscilla le-a supraviețuit.